# Cinecittà
Cinecittà er et stort filmstudie i Rom. Cinecittà er centrum for italiensk film og anses som Italiens modstykke til Hollywood.
Studiet blev grundlagt i 1937 af Benito Mussolini og hans filmchef Luigi Freddi med henblik på propagandaproduktion under slagordet "Il cinema è l'arma più forte" (filmen er det stærkeste våben). Studiet blev under 2. verdenskrig bombet af De allierede. I 1950'erne blev i Cinecittà indspillet en række store amerikanske filmproduktioner som eksempelvis Prinsessen holder fridag (Roman Holiday) (1953), Den skønne Helena af Troja (Helen of Troy) (1956) og Ben-Hur (1959).
Senere blev Cinecittà studiet mest associeret med Federico Fellini, der indspillede flere film i Cinecittà, herunder Det søde liv (1960) og Satyricon (1969).
Den 9. august 2007 blev en stor del af Cinecittà skadet af brand.